# Sunrise in Eden
Sunrise in Eden è album di debutto degli Edenbridge, pubblicato nel 2000.

## Tracce
1. Cheyenne Spirit
2. Sunrise in Eden
3. Forever Shine On
4. Holy Fire
5. Wings of the Wind
6. In the Rain
7. Midnight at Noon
8. Take Me Back
9. My Last Step Beyond

## Formazione
- Sabine Edelsbacher - voce
- Arne "Lanvall" Stockhammer - chitarra, tastiere
- Georg Adelmann - chitarra
- Kurt Bednarsky - basso
- Roland Navratil - batteria